# Vilém Dušan Lambl
Vilém Dušan Lambl, né le 5 décembre 1824 à Letiny, en royaume de Bohême, décédé le 12 février 1895, est un médecin et linguiste bohémien. L'orthographe germanique de son nom est Wilhelm Lambl.

## Résumé biographique
Il obtient son diplôme de médecin de l'université de Prague dans les années 1840. Sa carrière se déroula dans divers pays de langue slave : il fut professeur à l'université de Varsovie et à celle de Kharkov en Ukraine. Il travailla aussi à l'hôpital pour enfants de Josef von Löschner à Prague.
On lui doit la description d'un parasite unicellulaire intestinal responsable de gastro-entérites, qui avait antérieurement été aperçu au microscope par Antoni van Leeuwenhoek (1632-1723). Lambl donna au protozoaire le nom de Cercomonas intestinalis. En 1888 ce nom fut changé en son honneur en Lamblia intestinalis par le  zoologiste Émile Blanchard (1819-1900). En 1915 l'espèce fut à nouveau rebaptisée Giardia lamblia par le zoologiste Charles Wardell Stiles (1867-1941) pour honorer également le biologiste français Alfred Giard (1846-1908). Aujourd'hui la maladie causée par ce parasite est désignée indifféremment sous le nom de lambliase ou de giardiase.
Lambl étudia aussi la linguistique et passa un temps considérable dans les Balkans à étudier les langues slaves méridionales.

## Éponymie
- Excroissances de Lambl : il s'agit de petits dépôts de fibrine sur les valves aortiques

## Source
- (en) Cet article est partiellement ou en totalité issu de l’article de Wikipédia en anglais intitulé « Vilém Dušan Lambl » (voir la liste des auteurs).